# Perivoj Martinis-Marchi u Bolu
Perivoj Martinis-Marchi je perivoj u Bolu na Braču.

## Opis
U središnjem dijelu bolske luke smješten je perivoj Martinis-Marchi koji je bio u začelju danas srušene dvokatnice iz konca 18. st. Sa sjeverne strane ograđen je visokim zidom sa središnjim lučnim ulazom, a istočno ima pokos s kordonskim vijencem. Uz nekad natkriveni prostor bila je kruna bunara s god. 1833. U parku je sačuvan umjetni tumul od kamena i sedre, a od biljne mase dominiraju borovi i lovor. Perivoj Martinis-Marchi, uz Garanjinov u Trogiru, jedan je od najvećih klasicističkih parkova u Dalmaciji s elementeima arhitekture i hortikulture tog vremena

## Zaštita
Pod oznakom Z-4121 zaveden je kao nepokretno kulturno dobro - pojedinačno, pravna statusa zaštićena kulturnog dobra, klasificirano kao "uređene zelene površine".